# 1907 у радіо

## Події
- 15 січня — американський інженер Луї де Фрост запатентував «Пристрій для посилення слабких електричних струмів» — трьохелектродну вакуумну електронну лампу
- Французький інженер Едуард Белін здійснив першу передачу фотозображення за допомогою електрики між Парижем, Ліоном та Бордо. Влада Франції та ще кількох європейських країн вирішила взяти цю технологію на озброєння поліції, преси.
- Артур Корн здійснив першу міжнародну передачу фотозображення електричним методом, надіславши фотографії з Мюнхена через Берлін та Париж у Лондон.